# آب‌انبار سیدبابا بزرگ
آب‌انبار سیدبابا بزرگ (۲) مربوط به دوره قاجار است و در خور (اصفهان)، منطقه پدز واقع شده و این اثر در تاریخ ۱۹ مرداد ۱۳۸۴ با شمارهٔ ثبت ۱۲۷۴۸ به‌عنوان یکی از آثار ملی ایران به ثبت رسیده است.